# Eybens
Eybens is een gemeente in het Franse departement Isère (regio Auvergne-Rhône-Alpes). De plaats maakt deel uit van het arrondissement Grenoble. Eybens telde op 1 januari 2022 10.095 inwoners.

## Geografie
De oppervlakte van Eybens bedroeg op 1 januari 2022 4,5 vierkante kilometer; de bevolkingsdichtheid was toen 2.243,3 inwoners per km².

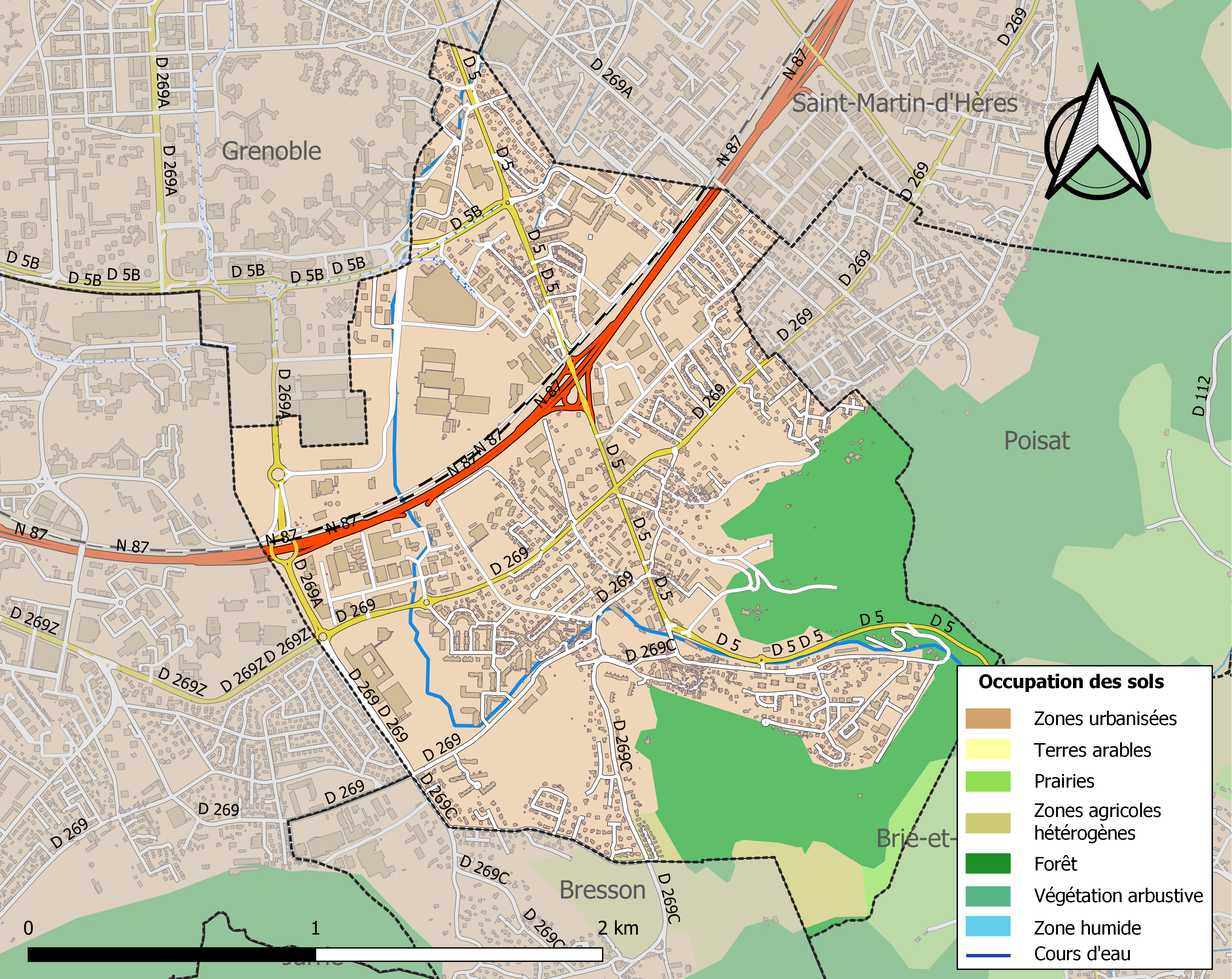
Kaart van de gemeente met de belangrijkste infrastructuur, bodemgebruik en omliggende gemeenten

## Demografie
Onderstaande figuur toont het verloop van het inwonertal (bron: INSEE-tellingen).